# Ebro

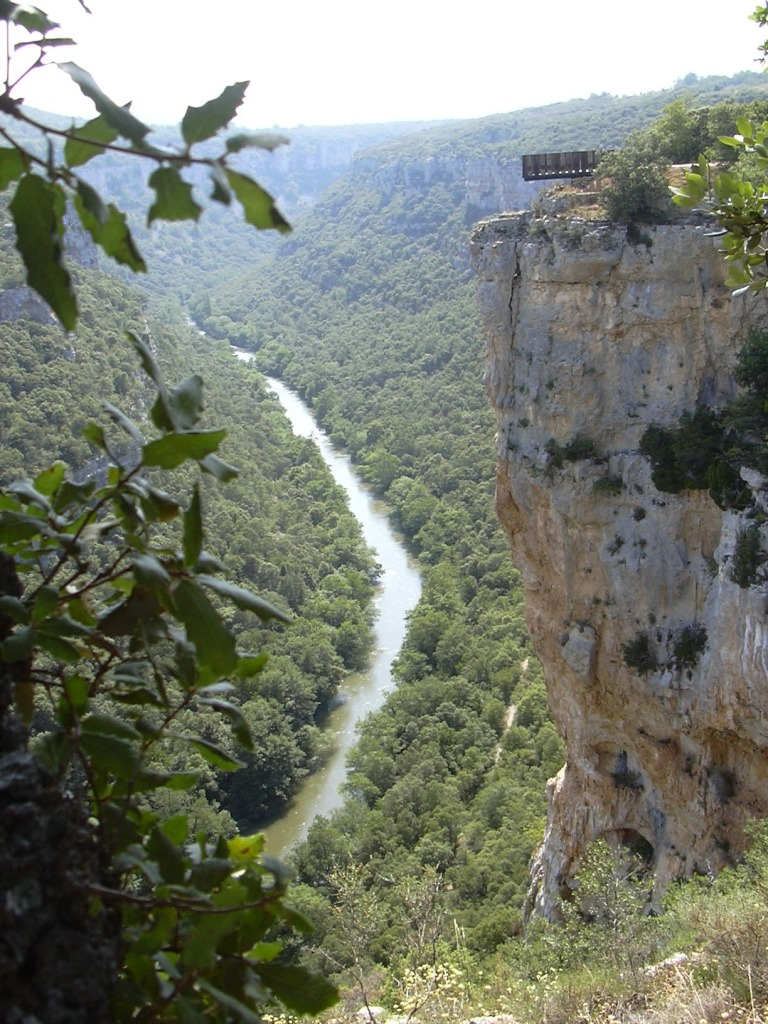
De Ebro bij Burgos

De Ebro (in het Spaans en het Baskisch) of Ebre (in het Catalaans) is de langste rivier die volledig in Spanje ligt.

## Ligging
De Ebro is circa 925 km lang en ontspringt in het Cantabrisch Gebergte van Noord-Spanje. Vervolgens stroomt de rivier naar het zuidoosten en baant zich een weg tussen de Pyreneeën en het Iberisch Randgebergte. De Ebro stroomt onder andere langs Zaragoza en mondt uit in de Middellandse Zee bij Tortosa.
Het mondingsgebied kenmerkt zich hoofdzakelijk door de rijstcultuur. Veel van de oppervlaktes die niet worden ingenomen door de landbouw zijn beschermde natuurstroken waarvan vele watervogels, zoals de roze flamingo, gebruikmaken om te rusten tijdens de vogeltrek (Natuurpark Hoces del Alto Ebro y Rudrón, Natuurpark Delta de l'Ebre).

## Economie
De rivier wordt weinig gebruikt voor de binnenvaart, omdat het waterpeil erg variabel is. Op sommige plaatsen is het water gekanaliseerd ten behoeve van de irrigatie. Grote waterkrachtcentrales in de Ebro leveren circa de helft van de hydro-elektriciteit van Spanje.
Langs de rivier ligt ook de Rioja-wijnstreek.
De Ebro was belangrijk voor de Romeinen, aangezien deze rivier tot aan de Tweede Punische Oorlog de grens vormde tussen Romeinse en Carthaagse invloedssferen, met onder meer de vestiging van Caesarea Augusta (Zaragoza) enkele decennia voor onze jaartelling.